# واين بيركنز
واين بيركنز (بالإنجليزية: Wayne Perkins)‏ هو مغني أمريكي، ولد في 1951.

## وصلات خارجية
- اين بيركنز على موقع ميوزك برينز (الإنجليزية)
- اين بيركنز على موقع ديسكوغز (الإنجليزية)